# Grand Prix de Plouay féminin
Classic Lorient Agglomération
Pour l'épreuve masculine, voir Bretagne Classic. Pour l'ancienne épreuve amateur, classée en Europe Tour depuis 2023, voir Grand Prix de Plouay (1.2).
Le Grand Prix de Plouay féminin, appelé de différentes manières selon les éditions pour des raisons de partenariat et notamment avec Lorient Agglomération, est une course cycliste féminine française.
Créée en 1999, l'épreuve, qui se tient tous les ans à Plouay en France, est l'une des épreuves de la Coupe du monde de cyclisme sur route féminine de 2002 jusqu'en 2015, puis de l'UCI World Tour féminin depuis 2016. Elle se déroule à la fin du mois d'août, à la veille de la Bretagne Classic (anciennement GP de Plouay) exception faite en 2021, où elle est courue le lendemain, un lundi.
Originellement disputé en circuit comme son homologue masculin, le Grand-Prix devient un parcours en ligne en 2021 et serpente à travers le territoire de Lorient Agglomération avant de revenir sur le circuit traditionnel.

## Palmarès
| Année                                                      | Vainqueur            | Deuxième               | Troisième              |
| ---------------------------------------------------------- | -------------------- | ---------------------- | ---------------------- |
| Grand Prix de Plouay féminin                               |                      |                        |                        |
| 1999                                                       | Anna Wilson          | Hanka Kupfernagel      | Tracey Gaudry          |
| 2000                                                       | Diana Žiliūtė        | Pia Sundstedt          | Mirjam Melchers        |
| 2001                                                       | Anna Millward        | Mirjam Melchers        | Susanne Ljungskog      |
| 2002                                                       | Regina Schleicher    | Petra Rossner          | Susanne Ljungskog      |
| 2003                                                       | Nicole Cooke         | Judith Arndt           | Mirjam Melchers        |
| 2004                                                       | Edita Pučinskaitė    | Mirjam Melchers        | Oenone Wood            |
| 2005                                                       | Noemi Cantele        | Edita Pučinskaitė      | Monica Holler          |
| 2006                                                       | Nicole Brändli       | Giorgia Bronzini       | Nicole Cooke           |
| 2007                                                       | Noemi Cantele        | Nicole Cooke           | Marta Bastianelli      |
| Grand Prix de Plouay-Bretagne                              |                      |                        |                        |
| 2008                                                       | Fabiana Luperini     | Luise Keller           | Suzanne de Goede       |
| 2009                                                       | Emma Pooley          | Marianne Vos           | Emma Johansson         |
| 2010                                                       | Emma Pooley          | Marianne Vos           | Emma Johansson         |
| 2011                                                       | Annemiek van Vleuten | Evelyn Stevens         | Marianne Vos           |
| 2012                                                       | Marianne Vos         | Tiffany Cromwell       | Elisa Longo Borghini   |
| 2013                                                       | Marianne Vos         | Emma Johansson         | Anna van der Breggen   |
| 2014                                                       | Lucinda Brand        | Marianne Vos           | Pauline Ferrand-Prévot |
| 2015                                                       | Elizabeth Armitstead | Emma Johansson         | Pauline Ferrand-Prévot |
| 2016                                                       | Eugenia Bujak        | Elena Cecchini         | Joëlle Numainville     |
| Grand Prix de Plouay-Lorient Agglomération                 |                      |                        |                        |
| 2017                                                       | Lizzie Deignan       | Pauline Ferrand-Prévot | Sarah Roy              |
| Grand Prix de Plouay - Lorient Agglomération - Trophée WNT |                      |                        |                        |
| 2018                                                       | Amy Pieters          | Marianne Vos           | Coryn Rivera           |
| 2019                                                       | Anna van der Breggen | Coryn Rivera           | Amy Pieters            |
| 2020                                                       | Lizzie Deignan       | Elizabeth Banks        | Chiara Consonni        |
| Grand Prix Lorient Agglomération - Trophée Ceratizit       |                      |                        |                        |
| 2021                                                       | Elisa Longo Borghini | Gladys Verhulst        | Kristen Faulkner       |
| Classic Lorient Agglomération - Trophée Ceratizit          |                      |                        |                        |
| 2022                                                       | Mavi García          | Amber Kraak            | Grace Brown            |
| 2023                                                       | Mischa Bredewold     | Marta Lach             | Sofia Bertizzolo       |
| 2024                                                       | Mischa Bredewold     | Chloé Dygert           | Liane Lippert          |
| 2025                                                       |                      |                        |                        |

## Statistiques

### Vainqueurs multiples
Quatre coureuses ont remporté l'épreuve au moins deux fois.
| Victoires | Coureur          | Pays            | Éditions         |
| --------- | ---------------- | --------------- | ---------------- |
| 3         | Lizzie Deignan   | Grande-Bretagne | 2015, 2017, 2020 |
| 2         | Noemi Cantele    | Italie          | 2005, 2007       |
| 2         | Emma Pooley      | Grande-Bretagne | 2009, 2010       |
| 2         | Marianne Vos     | Pays-Bas        | 2012, 2013       |
| 2         | Mischa Bredewold | Pays-Bas        | 2023, 2024       |

### Victoires par pays
| Victoires | Pays            |
| --------- | --------------- |
| 8         | Pays-Bas        |
| 6         | Grande-Bretagne |
| 4         | Italie          |
| 2         | Australie       |
| 2         | Lituanie        |
| 1         | Allemagne       |
| 1         | Pologne         |
| 1         | Suisse          |

## Grand Prix de Plouay féminin juniors
Une course féminine pour les coureuses juniors (moins de 19 ans) est organisée depuis 2022. Elle fait partie du calendrier UCI en catégorie 1.1WJ.
| Année | Vainqueur       | Deuxième          | Troisième    |
| ----- | --------------- | ----------------- | ------------ |
| 2022  | Emma Jeffers    | Matilda McKibben  | Marion Bunel |
| 2023  | Carys Lloyd     | Ella Heremans     | Titia Ryo    |
| 2024  | Auke De Buysser | Alexandra Volstad | Nina Lavenu  |